# 石坂駅

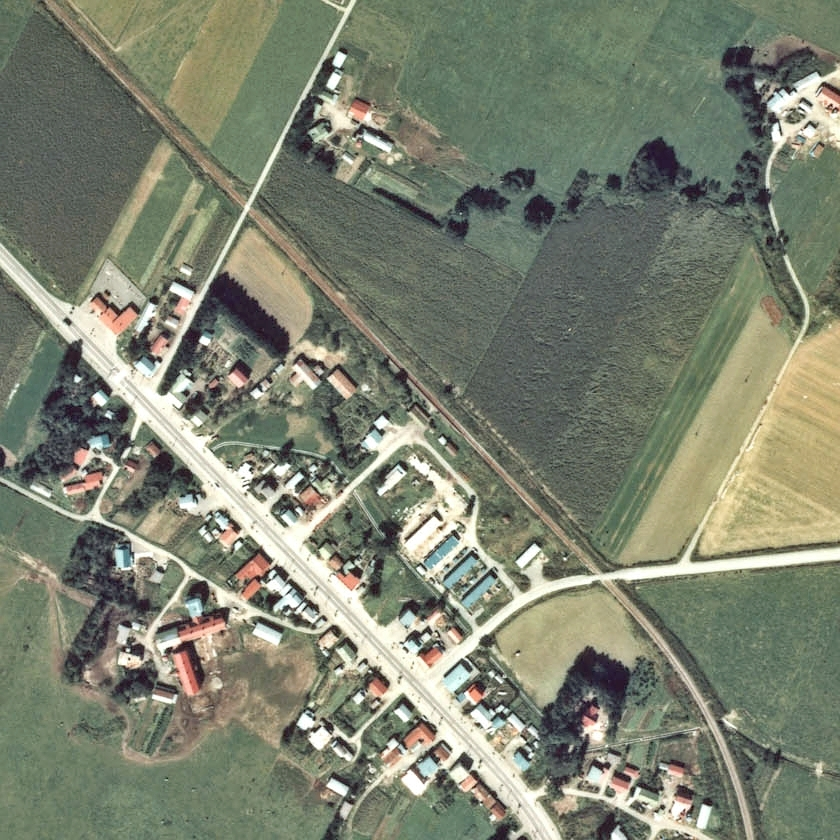
1977年の石坂駅と周囲約500m範囲。右下が広尾方面。

石坂駅（いしざかえき）は、北海道（十勝支庁）広尾郡大樹町字石坂にかつて存在した、日本国有鉄道（国鉄）広尾線の駅（廃駅）である。電報略号はイサ。事務管理コードは▲111512。

## 歴史
- 1932年（昭和7年）11月5日 - 国有鉄道広尾線大樹駅 - 広尾駅間の延伸開通（広尾線全通）に伴い、開業[3][4][5]。一般駅[3]。
- 1960年（昭和35年）4月1日 - 業務委託化[6]。
- 1963年（昭和38年）1月1日 - 貨物の取り扱いを廃止[1]。
- 1974年（昭和49年）
  - 10月1日 - 小荷物の取り扱いを廃止。
  - 12月15日 - 手荷物扱い廃止[7]。無人化[8]。
- 1987年（昭和62年）2月2日 - 広尾線の全線廃止に伴い、廃駅となる[1]。

### 駅名の由来
当地は1896年（明治29年）に植民区画され、1898年（明治31年）に石坂善七が農場を開き、富山・石川両県からの団体が入植した。
入植の初期には、「歴舟（べるふね）原野」と呼ばれていたが、その後は「中島」「上中島」などと呼ばれたのち、「モンベツ」「紋別」と呼ばれるようになった。
このため、駅名については、当時の鉄道省当局が住民の意見も取り入れつつ、全道で類似地名が多い「紋別」の名称は用いず、前述の石坂善七の名字を駅名とすることとなった。
その後、地名も自然と石坂と呼ばれるようになり、行政区名となった。

## 駅構造
廃止時点で、1面1線の単式ホームを有する地上駅であった。ホームは、線路の西側（広尾方面に向かって右手側）に存在した。転轍機を持たない棒線駅となっていた。
無人駅となっていたが、有人駅時代の駅舎が残っていた。駅舎は構内の西側に位置し、ホームから少し離れていた。

## 利用状況
1981年度（昭和56年度）の1日当たりの乗降客数は20人。

## 駅周辺
- 国道236号（広尾国道）[12]
- 石坂郵便局
- 大樹町立石坂小学校
- 紋別川[12]
- 十勝バス「石坂」停留所

## 駅跡
1999年（平成11年）時点では鉄道関連施設は何も残っておらず、跡地には保育所が建築されていた。2010年（平成22年）時点でも同様であった。砂利道としても利用されている。

## 隣の駅
日本国有鉄道
広尾線
大樹駅 - 石坂駅 - 豊似駅